# Great Dubai Wheel
La Great Dubai Wheel fue un proyecto de una noria que estaría ubicada en Dubailand, Dubái, en los Emiratos Árabes Unidos. De ser construida, hubiese sido la noria más grande del mundo, en superar en tamaño al Ojo de Londres, con una altura de 185m (607 pies). El proyecto fue cancelado en 2012.